# Großsteingräber bei Haaren
Die Großsteingräber bei Haaren (auch Großsteingräber bei Dübberort genannt) sind drei zwischen 3500 und 2800 v. Chr. entstandene Anlagen der Jungsteinzeitlichen Trichterbecherkultur (TBK) nahe dem zur Gemeinde Ostercappeln gehörenden Ortsteil Haaren im Landkreis Osnabrück (Niedersachsen). Die Gräber 1 und 2 tragen die Sprockhoff-Nummern 906 und 907. Das dritte, unnummerierte Grab ist nur in Resten erhalten.

## Lage
Grab 1 liegt westlich des zu Haaren gehörenden Wohnplatzes Dübberort am Rand eines Ackers. Etwa 40 m südöstlich hiervon wurden 1976 die Überreste von Grab 3 entdeckt. Grab 2 liegt etwa 320 m südwestlich von Grab 1 in einem Waldstück. In der näheren Umgebung befinden sich weitere Gräber: So liegt etwa auf halbem Weg zwischen Grab 2 und 3 ein Grabhügel. Etwa 500 m südöstlich der Gruppe liegen die Sloopsteine von Haltern.

## Beschreibung

### Grab 1

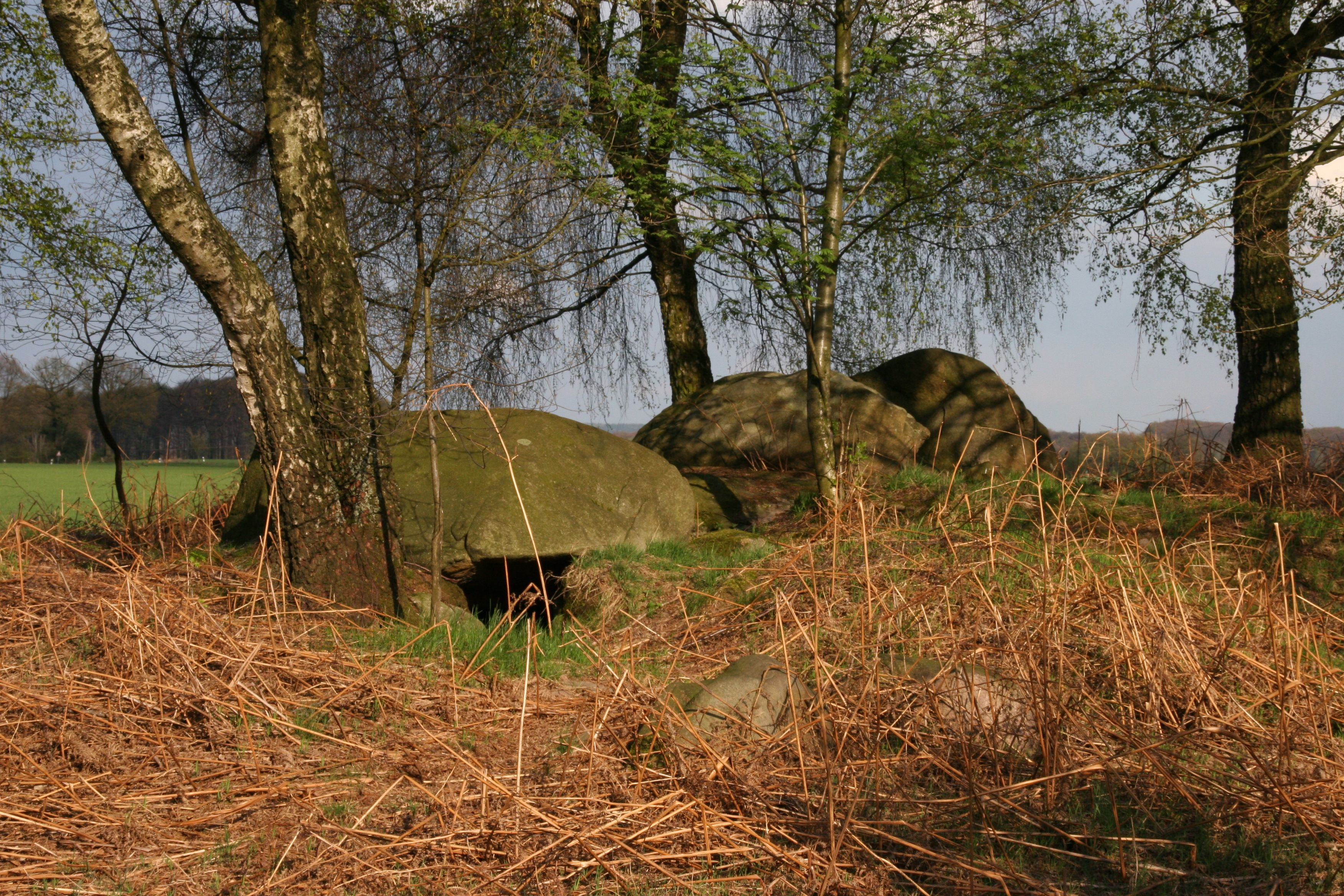
Großsteingrab Haaren 1

Das Grab besitzt ein nordwest-südöstlich orientiertes Hünenbett mit einer Länge von 30 m und einer Breite von 6,5 m. Die maximale Höhe der Hügelschüttung beträgt 1,0 m. Die Einfassung ist unvollständig, jedoch stehen die meisten der 24 vorhandenen Steine in situ. Das Hünenbett birgt eine große, gut erhaltene Kammer, bei der es sich um ein Ganggrab handelt. Sie hat eine Länge von 10,4 m und eine Breite zwischen 1,5 m und 1,7 m. Gemäß Ernst Sprockhoff besaß die Kammer in ihrem ursprünglichen Zustand sechs Wandsteine an der nordöstlichen Langseite, sieben an der südwestlichen, je einen Abschlussstein an den Schmalseiten, sechs Decksteine und einen Gang in der Mitte der südwestlichen Langseite mit einem Wandsteinpaar und einem Deckstein. Wahrscheinlich sind alle Steine bis auf einen Deckstein erhalten. Außer den beiden Abschlusssteinen und jeweils vier Steinen der Langseiten sind allerdings alle Wandsteine der Kammer und des Ganges im Erdreich verborgen. Am nordwestlichen Ende der Kammer wurden um 1890 Ausgrabungen vorgenommen.

### Grab 2

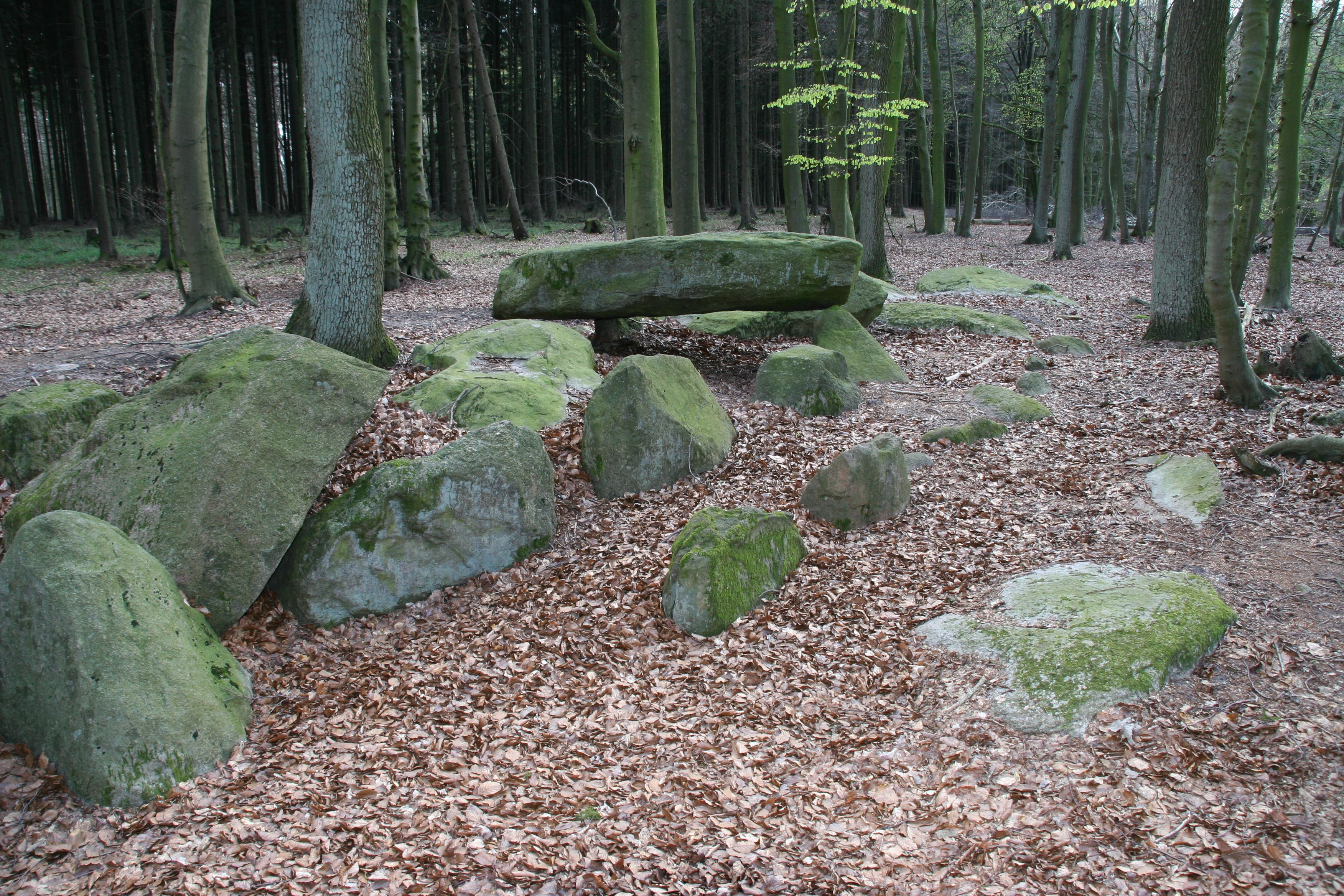
Großsteingrab Haaren 2

Grab 2 besitzt eine langovale, etwa ost-westlich orientierte Hügelschüttung mit einer nicht mehr vollständigen steinernen Einfassung. Die Hügelschüttung wird fast vollständig von einer Kammer eingenommen, die ebenfalls zum Typ der Ganggräber gehört. Sie hat eine Länge von 15 m und eine Breite von 1,8 m. E. Sprockhoff geht von ursprünglich zehn Tragsteinen an der nördlichen und elf an der südlichen Langseite, je einem Abschlussstein an den Schmalseiten, neun Decksteinen und einem Gang in der Mitte der Südseite mit einem Wandsteinpaar und einem Deckstein aus. Da die Kammer tief in der Erde steckt, kann nicht genau gesagt werden, wie viele Steine vorhanden sind. Sichtbar sind zumindest sieben Wandsteine der Nordseite, davon zwei oder drei in situ, und sechs der Südseite, davon vier in situ. Sieben Decksteine liegen noch auf der Kammer, die beiden anderen wurden nach Norden, außerhalb der Umfassung verschleppt.

### Grab 3
1976 wurden südöstlich von Grab 1 die Reste eines dritten Grabes entdeckt, das nur als sehr flacher, ovaler Hügel kaum noch zu erkennen ist. Steine sind nicht mehr zu erkennen. Bei der Ausgrabung wurde noch das aus Granit-Grus bestehende Pflaster der Grabkammer ausgemacht. An Funden kamen Keramik, mehrere Äxte und weitere Geräte zutage.